# Milešići
Milešići (serbisch-kyrillisch Милешићи) ist ein zur Stadt Tuzla gehöriges Dorf im Nordosten von Bosnien und Herzegowina. Es befindet sich in den Hügeln nordwestlich des Stadtzentrums an der Straße und Eisenbahnlinie nach Brčko.

## Bevölkerung
| Zusammensetzung der Bevölkerung in Milešići | Zusammensetzung der Bevölkerung in Milešići | Zusammensetzung der Bevölkerung in Milešići | Zusammensetzung der Bevölkerung in Milešići | Zusammensetzung der Bevölkerung in Milešići | Zusammensetzung der Bevölkerung in Milešići |
|                                             | 2013                                        | 1991                                        | 1981                                        | 1971                                        | 1961                                        |
| Einwohner                                   | 1 065 (100,0 %)                             | 921 (100,0 %)                               | 711 (100,0 %)                               | 584 (100,0 %)                               | 350 (100,0 %)                               |
| ------------------------------------------- | ------------------------------------------- | ------------------------------------------- | ------------------------------------------- | ------------------------------------------- | ------------------------------------------- |
| Bosniaken                                   | –                                           | 655 (71,12 %)                               | 610 (85,79 %)                               | 540 (92,47 %)                               | 290 (82,86 %)                               |
| Kroaten                                     | –                                           | 162 (17,59 %)                               | 94 (13,22 %)                                | 33 (5,651 %)                                | 13 (3,714 %)                                |
| Jugoslawen                                  | –                                           | 73 (7,926 %)                                | 1 (0,141 %)                                 | 2 (0,342 %)                                 | 43 (12,29 %)                                |
| Andere                                      | –                                           | 29 (3,149 %)                                | –                                           | –                                           | –                                           |
| Serben                                      | –                                           | 2 (0,217 %)                                 | –                                           | 9 (1,541 %)                                 | 4 (1,143 %)                                 |
| Albaner                                     | –                                           | –                                           | 6 (0,844 %)                                 | –                                           | –                                           |